# Charlotte Wilson
Charlotte Mary Wilson (ur. 6 maja 1854 w Kemerton, zm. 28 kwietnia 1944 w Irvington) – angielska działaczka anarchistyczna, dziennikarka i członkini Towarzystwa Fabiańskiego, która w 1886 wraz z Piotrem Kropotkinem założyła gazetę „Freedom”. Przez pierwszą dekadę pełniła funkcje redaktorki, wydawczyni i głównej finansistki pisma, pozostając na stanowisku redaktorki do 1895.  

## Życiorys
Urodziła się w zamożnej rodzinie jako córka lekarza Roberta Spencera Martina. Kształciła się w Newnham College na Uniwersytecie Cambridge. W 1876 poślubiła Arthura Wilsona, maklera giełdowego, po czym przeprowadziła się do Londynu.

### Działalność polityczna
W 1884 Wilson dołączyła do Towarzystwa Fabiańskiego, szybko zdobywając miejsce w jego komitecie wykonawczym. Równocześnie założyła Hampstead Historic Club, nieformalne koło naukowe zrzeszające intelektualistów i myślicieli politycznych. Klub, znany także jako Karl Marx Society, działał w jej domu – XVII-wiecznym gospodarstwie Wyldes na obrzeżach Hampstead Heath.
Pierwotnie działalność klubu koncentrowała się na analizie Kapitału Karola Marksa, a następnie prac Pierre-Josepha Proudhona. W 1889 George Bernard Shaw określił dyskusje w klubie jako niezwykle ożywione. Choć Towarzystwo Fabiańskie i Hampstead Historic Club miały licznych wspólnych członków, pozostawały odrębnymi organizacjami. Spotkania klubu przyczyniły się do powstania publikacji Fabian Essays in Socialism (1889).
W jej domu gościło m.in. małżeństwo Ethel Lilian Voynich i Michał Wojnicz. Przy czym, istnieją spekulacje, że postać Gemmy z powieści Szerszeń Ethel Lilian Voynich była wzorowana właśnie na życiu Charlotte Mary Wilson.
W 1886 w łonie Towarzystwa Fabiańskiego pojawiła się propozycja jego przekształcenia w partię polityczną, czemu sprzeciwiali się William Morris i Charlotte Wilson. Po przegłosowaniu decyzji o zmianie charakteru organizacji Wilson opuściła Towarzystwo w 1887, koncentrując się na współpracy z anarchistami.

### „Freedom”
W 1887, po klęsce opozycji antyparlamentarnej, Charlotte Wilson zrezygnowała z członkostwa w Towarzystwie Fabiańskim. Wcześniej nawiązała współpracę z londyńskimi anarchistami, w tym Piotrem Kropotkinem. W 1886 wspólnie założyli anarchistyczne pismo „Freedom”, uznawane za najdłużej ukazującą się publikację anarchistyczną, wydawaną do dziś w cyklu dwutygodniowym. Wilson była redaktorką czasopisma od jego powstania do 1895 i w dużej mierze finansowała wydawanie. Współpraca Wilson i Kropotkina trwała do czasu, gdy Kropotkin zerwał kontakty z redakcją z powodu swojego poparcia dla aliantów podczas I wojny światowej.
Jej publikacja Work (1888) przez wiele lat była błędnie przypisywana Kropotkinowi. W 2000 Freedom Press opublikowało zbiór jej esejów, opracowany przez Nicolasa Waltera.

### Późniejsze lata
Po 1895 zdystansowała się wobec działalności politycznej, do której powróciła w 1908. Skoncentrowała się wówczas na kwestiach feministycznych. W marcu ponownie wstąpiła do Towarzystwa Fabiańskiego i założyła jego grupę kobiecą. W kolejnych latach działała na rzecz praw kobiet w więzieniach oraz przygotowywała materiały dowodowe dla królewskiej komisji ds. rozwodów. W 1911 ponownie została wybrana do komitetu wykonawczego Towarzystwa Fabiańskiego, jednak w 1914 zrezygnowała z powodów zdrowotnych. Do 1916 sporadycznie współpracowała z grupą kobiecą, po czym skupiła się na pracy jako honorowa sekretarz Funduszu dla Jeńców Wojennych pułku Oxford and Buckinghamshire Regiment.